# Russische Eishockeynationalmannschaft der Frauen
Die russische Eishockeynationalmannschaft der Frauen repräsentiert Russland bei internationalen Eishockeyturnieren und wird vom russischen Eishockeyverband betreut. Sie wird nach der Weltmeisterschaft 2022 auf Platz fünf der IIHF-Weltrangliste geführt. In Russland sind 2.941 weibliche Eishockeyspieler registriert.

## Geschichte
Die russischen Frauen nahmen erstmals 1997 an einer Weltmeisterschaft teil. Sie spielen seither ununterbrochen in der höchsten Division. Die Mannschaft konnte jedoch im Gegensatz zu den Männern noch keine Titel gewinnen. Drei dritte Plätze (2001, 2013 und 2016) sind die bisher besten Platzierungen. Ihre erfolgreichste Olympiateilnahme war bisher der vierte Platz in Pyeongchang 2018, als man wegen der Suspendierung des Russischen Olympischen Komitees allerdings unter neutraler Flagge als „Olympische Athleten aus Russland“ antreten musste. Seit dem russischen Überfall auf die Ukraine 2022 ist die Mannschaft von internationalen Veranstaltungen suspendiert.

## Platzierungen

### Europameisterschaften
- 1989–1993 – keine Teilnahme
- 1995 – 1. Platz B-EM, insgesamt  7. Platz
- 1996 – Silbermedaille

### Weltmeisterschaften
- 1990–1994 – keine Teilnahme
- 1997 – 6. Platz
- 1999 – 6. Platz
- 2000 – 5. Platz
- 2001 – 3. Platz, Bronzemedaille
- 2004 – 5. Platz
- 2005 – 8. Platz
- 2007 – 7. Platz
- 2008 – 6. Platz
- 2009 – 5. Platz[2]
- 2011 – 4. Platz
- 2012 – 6. Platz
- 2013 – 3. Platz, Bronzemedaille
- 2015 – 4. Platz
- 2016 – 3. Platz, Bronzemedaille
- 2017 – 5. Platz
- 2019 – 4. Platz
- 2020 – abgesagt wegen der weltweiten COVID-19-Epidemie
- 2021 – 5. Platz (Teilnahme als  Russian Olympic Committee)
- 2022 – suspendiert wegen des russischen Überfall auf die Ukraine
- 2023 – suspendiert wegen des russischen Überfall auf die Ukraine

### Olympische Winterspiele
- 1998 – keine Teilnahme
- 2002 – 5. Platz
- 2006 – 6. Platz
- 2010 – 6. Platz
- 2014 – disqualifiziert
- 2018 – 4. Platz (Teilnahme als  Olympische Athleten aus Russland)
- 2022 – 5. Platz (Teilnahme als  Russian Olympic Committee)

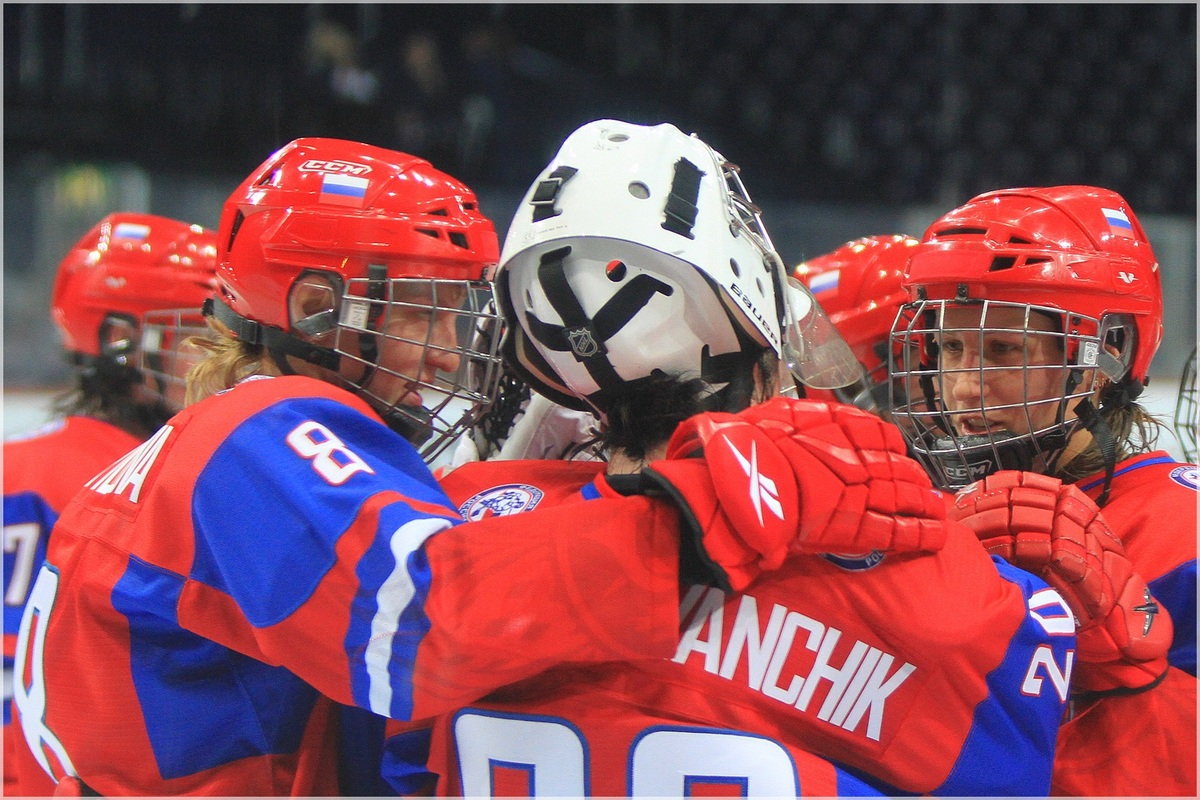
Nach dem 0:13 gegen die USA, WM 2011
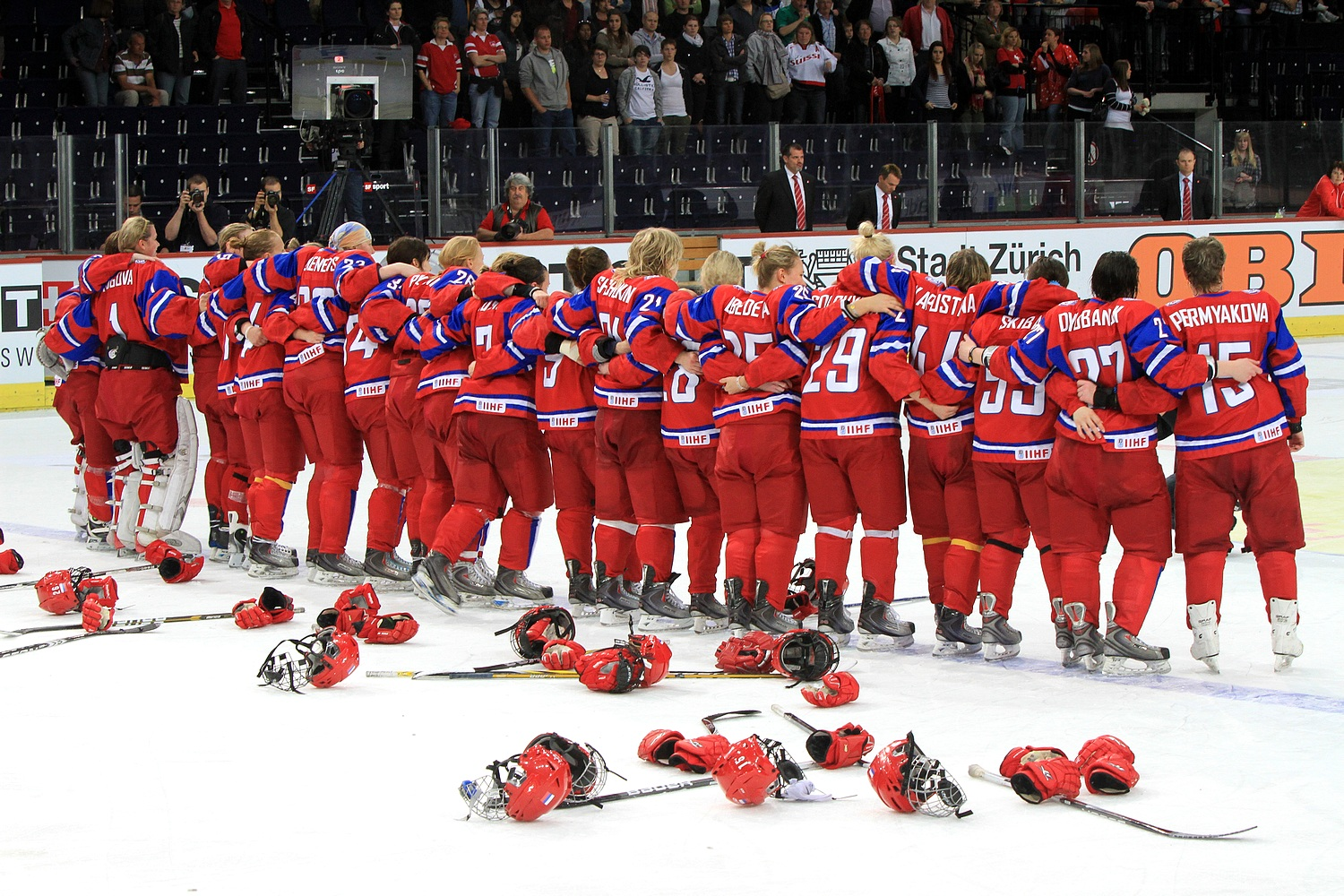
Siegesfeier, WM 2011
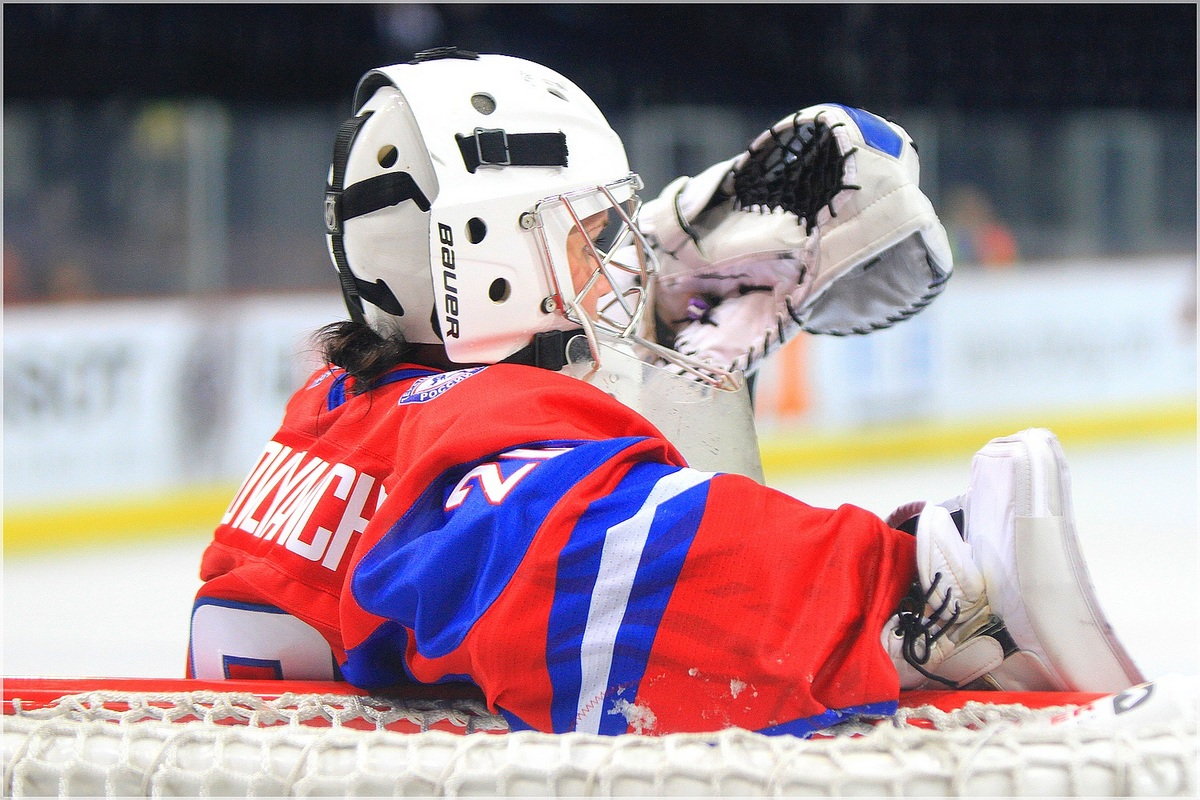
Valentina Ostrowljantschik
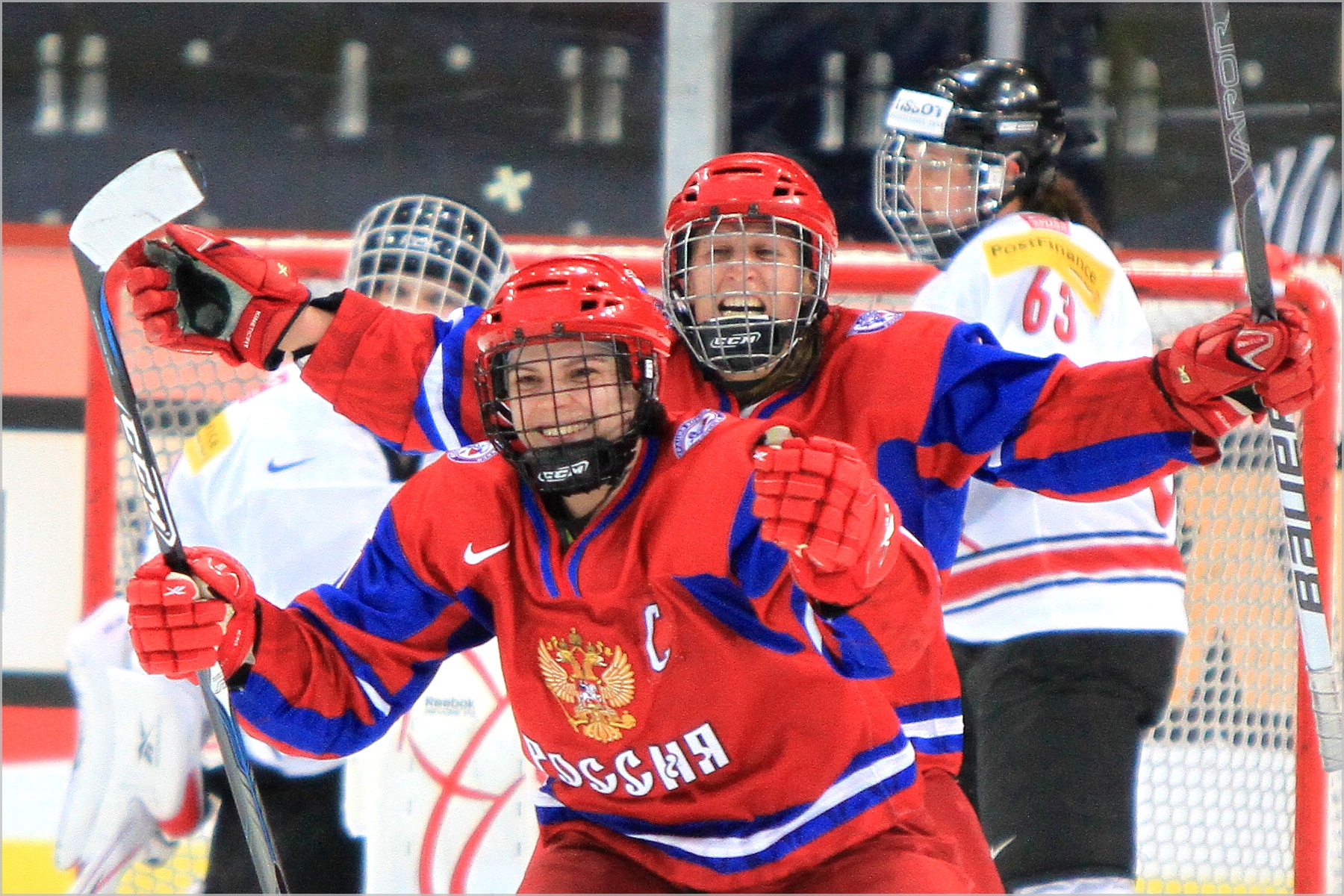
Tatjana Burina
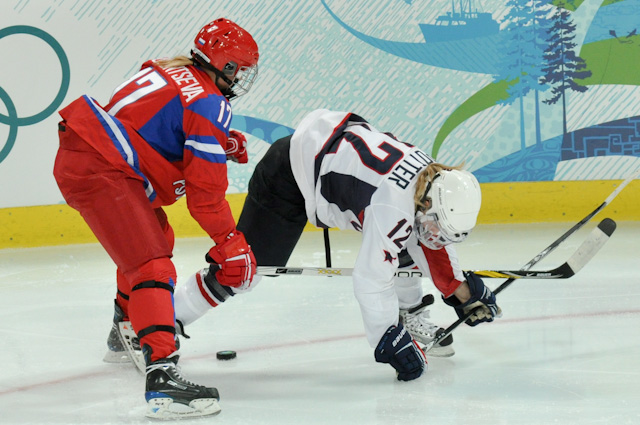
Jekaterina Smolenzewa (li.), Olympia 2010